# Ronny Weller
Ronny Weller (22 de julho de 1969, em Oelsnitz, Alemanha Oriental) é um alemão, campeão mundial e olímpico em halterofilismo.
Ele foi campeão mundial júnior em 1987 e ficou em terceiro no Campeonato Mundial para seniores, sem limitação de idade, de 1987 (categoria até 100 kg), como também nos Jogos Olímpicos de Seul 1988 (categoria até 110 kg).
No Campeonato Mundial Júnior de 1989, ele foi campeão na categoria até 110 kg, com 435 kg no total combinado, sendo 205 kg no arranque — que fora recorde mundial para juniores até a reestruturação das classes de peso pela Federação Internacional de Halterofilismo em 1993 — e 235 kg no arremesso.
Os anos 1992 e 1993 certamente marcam o maior sucesso na carreira esportiva de Weller. Com efeito, ele foi campeão olímpico em Barcelona 1992, na categoria até 110 kg, com 432,5 kg; e no mundial de 1993, em Melbourne, ele compete na categoria acima de 108 kg, superpesado, e foi campeão com 442,5 kg no total, sendo esta marca novo recorde mundial da categoria.
Ele conquistou quatro medalhas de prata no total combinado em campeonatos mundiais (1991, 1995, 1997) e mais duas em Jogos Olímpicos (1996, 2000).
Weller é um dos quatro halterofilistas que possuem quatro medalhas olímpicas. E é um dos que mais competiram em Jogos Olímpicos, em cinco edições (os outros foram seu compatriota Ingo Steinhöfel e o húngaro Imre Földi).
Definiu três recordes mundiais após a reestruturação das classes de peso que a Federação Internacional de Halterofilismo fez em 1993 e três após a reestruturação das classes de peso em 1998. Seus recordes foram:
| Data                                               | Disciplina | Marca    | Classe de peso | Lugar     |
| -------------------------------------------------- | ---------- | -------- | -------------- | --------- |
| 25.11.1993                                         | Arranque   | 200 kg   | +108 kg        | Melbourne |
| 25.11.1993                                         | Total      | 442,5 kg | +108 kg        | Melbourne |
| 30.07.1996                                         | Arremesso  | 255 kg   | +108 kg        | Atlanta   |
| Após a reestruturação das classes de peso em 1998: |            |          |                |           |
| 03.05.1998                                         | Arranque   | 205,5 kg | +105 kg        | Riesa     |
| 03.05.1998                                         | Total      | 465 kg   | +105 kg        | Riesa     |
| 26.09.2000                                         | Arranque   | 210 kg   | +105 kg        | Sydney    |

Melhores marcas
Entre suas melhores marcas incluem-se:
- Arranque — 205 kg na categoria até 110 kg
- Arranque — 210 kg na categoria acima de 105 kg
- Arremesso — 260 kg na categoria acima de 105 kg (recorde do continente europeu reconhecido pela Federação Europeia de Halterofilismo — FEH)[9]
- Total — 467,5 kg na categoria acima de 105 kg (recorde do continente europeu reconhecido pela FEH)[9]